# Inland Northwest

Inland Empire (màu đỏ) nằm trong các phần đất thuộc 3 tiểu bang

Inland Empire hay nghĩa trong tiếng Việt là Đế quốc nội địa là một vùng trong Tây Bắc Thái Bình Dương có trung tâm tại thành phố Spokane của tiểu bang Washington bao gồm phần lớn lưu vực sông Columbia xung quanh. Nó kéo dài vào trong miền bắc Idaho, đông bắc Oregon, và xa tận tây bắc Montana. Đôi khi nó còn được gọi là Inland Northwest.
Các quận sau đây nằm trong vùng Inland Empire:
Washingtoncác quận Adams, Asotin, Benton, Chelan, Columbia, Douglas, Ferry, Franklin, Garfield, Grant, Kittitas, Klickitat, Lincoln, Okanogan, Pend Oreille, Spokane, Stevens, Walla Walla, Whitman, và Yakima
IdahoBenewah, Bonner, Boundary, Clearwater, Idaho, Kootenai, Latah, Lewis, Nez Perce, và Shoshone
OregonWallowa, Umatilla, và Union
MontanaLincoln, Mineral, Missoula, và Sanders
Lần đầu tiên cái tên Inland Empire được nói đến là trong lần in đầu tiên nhật báo Spokane Falls Review, tiền thân của Spokesman-Review vào ngày 19 tháng 5 năm 1883:
| “ | Không có gì phải ngạc nhiên rằng Spokane Falls đang phát triển, cũng không có gì phải ngạc nhiên là nó có triển vọng, và trên đường trở thành đô thị chính không chỉ vì nằm ở phía đông tiểu bang Washington mà còn vì là nơi lãnh thổ kéo dài bao la. Hiện thời dân cư đang phát triển đông đúc, được biết đến và đáng được gọi là Inland Empire (hay Đế quốc nội địa), một vùng bao la tài nguyên vô số và có thể trong vài năm tới có thể nuôi sống được hàng triệu con người. | ” |

Theo Cục điều tra dân số Hoa Kỳ, dân số ước tính đến năm 2004 của vùng là 1.913.682, bằng dân số của tiểu bang New Mexico.